# Клемен ап Бледрик
Клемен ап Бледрик (корн. Clemen ap Bledric; около 580—633) — король Думнонии (613—633).

## Биография
Клемен был сыном короля Думнонии Бледрика ап Константина. В 613 году, после гибели своего отца в битве с англосаксами, он сам стал королём Думнонии.
В 614 году на владения Клемена напал король Уэссекса Кинегильс, нанёсший королю Думнонии поражение в битве при Беандуне. Возможно, именно тогда от Думнонии были отторгнуты её восточные земли.
В 632 году Клемен ап Бледрик был осаждён в Кайр-Уиске королём Мерсии Пендой, но ему на выручку из Арморики прибыл Кадваллон ап Кадван, который помог разбить англосаксов. После этого все три монарха объединились против Нортумбрии. В 633 году в битве при Кефн Диголле, освобождая Гвинед от нортумбрийцев, Клемен погиб. Ему наследовал его сын Петрок ап Клемен.